# Luče
Za Luče v Občini Grosuplje glej Luče, Grosuplje.
Luče so gručasto predalpsko naselje v Zgornji Savinski dolini, sedež istoimenske občine in župnije.

## Opis
Naselje leži na dveh prodnih terasah v globoki, nekoliko razširjeni dolini Savinje, ob sotočju s potokom Lučnico, med visokogorskima Raduho (2062 m) in Dleskovško planoto (1500 – 2000 mnm). Vas je središče gozdarsko-kmetijskega zaledja s samotnimi kmetijami.

## Zgodovina
Območje Luč je bilo poseljeno že v prazgodovini, o čemer pričajo najdbe na gori Olševi (1849 m) in v znani jami Potočki zijalki, kjer je bival ledenodobni človek Homo sapiens fosilis. Med najdenimi predmeti je posebno zanimiva igla, katere starost ocenjujejo na blizu 35000 let. Prva poselitev teh nekdanjih ledeniških dolin se je pričela vsaj v 12. stoletju in sicer s koroške strani.
Luče se v pisnih virih prvič omenjajo leta 1241, v urbarju Gornjegrajskega benediktinskega samostana iz leta 1426 pa se omenjajo kot sedež enega od samostanskih uradov. Kot fevdniki oglejskih patriarhov so bili kasnejši lastniki Solčave Celjski grofje in po letu 1456 Habsburžani. Po ukinitvi samostana leta 1473 je cesar Friderik podaril vse samostanske posesti, vključno z Lučami, novoustanovljeni Ljubljanski škofiji.
V Lučah je 13. januarja 1944 nemški okupator ustrelil 13 talcev. Dne 13. julija 1944 je Šlandrova brigada prisilila nemško postojanko k predaji. Luče so bile do decembra 1944 del zgornjesavinjskega osvobojenega ozemlja.

## Naravne znamenitosti v okolici
Ob Savinji navzgor je v ozki soteski znameniti skalni steber, imenovan Igla, pod katerim je Presihajoči studenec. 
- slap Cuc
- Snežna jama
- Riharjeva jelka
- Žvepleni izvir pri kmetiji Rihar
- Erjavčeva jama

## Kulturne znamenitosti v okolici
- Domačija Blaža Arniča
- Kapela na Molički peči
- Kapela na Špehovem vrhu
- Žagarski mlin

Župnijska cerkev sv. Lovrenca se v pisnih virih prvič omenja leta 1426, sedanja stavba je iz 17. stoletja. Ima velik baročni oltar iz okoli 1740 in Fantonijeve freske iz leta 1897.
Pred šolo stoji spomenik slovenskemu skladatelju Blažu Arniču